# 망이·망소이의 난
망이·망소이의 난(亡伊亡所伊 - 亂), 망이·망소이의 반란은 고려 무신집권기 초기인 1176년(명종 6)부터 이듬해까지 약 1년 반에 걸쳐서 충청도 공주(公州) 명학소(鳴鶴所)를 중심으로 일어난 농민과 천민들의 난이다. 

## 진행
반군은 스스로 산행병마사(山行兵馬使)를 칭하고 공주를 공격하여 함락시켰다. 이에 조정은 지후(祗候) 채원부(蔡元富)와 낭장(郞將) 박강수(朴剛壽) 등을 보내 회유했으나 반군은 응하지 않았다. 그래서 같은 해 2월에 장사(壯士) 3,000명을 불러 모으고 대장군(大將軍) 정황재(丁黃載)와 장군(將軍) 장박인(張博仁) 등에게 명하여 토벌하게 하였다. 하지만 쉽게 토벌되지 않았다. 오히려 반군의 위세가 커져 예산현까지 반군이 공격하였다.
조정은 반군의 기세가 커지자 음력 1176년 6년 6월 13일 명학소를 충순현(忠順縣)으로 승격하고 수령을 보내는 등 회유하였다. 결국 반군은 음력 1177년 고려 명종 7년 1월 8일 관군의 진압에 항복했다. 창고의 곡식을 하사하여 민심을 달래고 감찰어사(監察御史) 김덕강(金德剛)에게 명하여 그들의 고향으로 압송하였다.
하지만 조정에서는 군사를 보내 주동자들을 잡아 가두려 하고 과도한 세금을 징수하는 등 비열한 처사를 보이자 음력 1177년 2월 10일 다시 난을 일으켰다. 지배 세력만을 대변하던 절인, 예산현 덕산에 소재한 가야사(伽倻寺)와 직산에 있는 홍경원(弘慶院)을 불태우고 홍경원에 기거하던 승려 10여 명을 죽였으며, 홍경원의 주지를 협박하여 주장을 담은 글을 가지고 개경으로 가게 하였다. 음력 1177년 3월 11일 조정에 도착한 그 글에서 이르기를, "이미 우리 고을을 현으로 승격시키고 수령을 두어 위로하다가 다시 군사를 보내 우리 어머니와 처를 붙잡아 가두니 그 뜻이 어디에 있는가. 차라리 창칼 아래 죽을지언정 항복하여 포로는 되지 않을 것이며, 반드시 개경(王京, 고려 수도)에 쳐들어가고야 말 것이다."라고 하였다.
이후 반군은 아주와 청주목을 공격했다. 고려 조정은 충순현을 명학소로 재강등하고 대규모 관군을 동원해 반군을 맹렬히 총공격하였다. 이때는 농번기라 반군 중 농민병이 이탈하고 식량과 무기가 매우 부족하여 정세가 불리해졌다. 결국 망이와 망소이를 위시한 반군들은 6월 투항 의사를 전했고, 반란은 진압되었다. 망이와 망소이는 7월 20일 청주옥에 수감되었다.

## 의의
특수 행정 구역의 대우에 대한 불만으로 일어난 난이며, 이 난을 계기로 고려는 특수 행정 구역을 폐지하기 시작하게 된다. 이후 조선 태종은 고려 때의 속현과 향·소·부곡을 군·현에 편입시켜서 향·소·부곡은 사라지게 된다.
망이와 망소이의 봉기가 시작되었던 명학소 위치는 현재 대전광역시 서구 탄방동(당시 공주군 유성현)으로 추정되어 탄방동 1084번지 남선봉에 소재한 남선근린공원에 기념탑이 건립되었다.

## 기타
내시 함유일이 망이·망소이의 난으로 고초를 겪은 바가 있다.
충순현을 신설하여 사람들을 회유했다고 하는데 대전시 탄방동에 설치되었다고 하기도 하고 갈마동사무소 안쪽이라고 하기도 한다.

## 같이 보기
- 김사미·효심의 난